# Neuerburg (Wittlich)

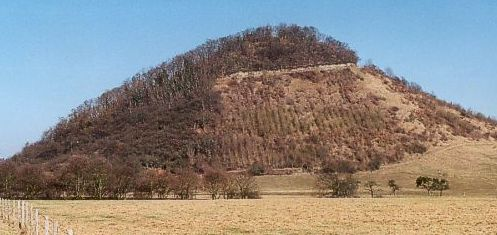
Neuerburger Kopf

Neuerburg ist mit 826 Hektar Fläche der größte Stadtteil von Wittlich im Landkreis Bernkastel-Wittlich in Rheinland-Pfalz. Er hat 834 Einwohner (2019).

## Geographie
Der Ort liegt am Fuße des Neuerburger Kopfes, der eine Gesamthöhe von 287 Metern hat und mit seiner weithin sichtbaren Kegelform das Wahrzeichen des Wittlicher Tales ist.
Zu Neuerburg gehören auch die Wohnplätze Nikolaushof, Scheuerhof, Seitertshof und Ulmenhof.
Die Wüstung Hatzdorf liegt auf dem Gebiet von Neuerburg.

## Geschichte
Die Siedlung entstand vermutlich erst am Ende des 13. Jahrhunderts unterhalb der namensgebenden damaligen Burg auf dem Neuerburger Kopf. Bis zum Ende des 18. Jahrhunderts gehörte Neuerburg zum kurtrierischen Amt Wittlich. Die Inbesitznahme des Linken Rheinufers durch französische Revolutionstruppen beendete die alte Ordnung. Der Ort wurde von 1798 bis 1814 Teil der Französischen Republik (bis 1804) und anschließend des Französischen Kaiserreichs. Neuerburg wurde Sitz einer Mairie, die dem Kanton Wittlich im Arrondissement Trier des Saardépartements zugehörte. Nach der Niederlage Napoleons kam das Dorf aufgrund der 1815 auf dem Wiener Kongress getroffenen Vereinbarungen zum Königreich Preußen. Aus der Mairie wurde eine Bürgermeisterei (später Amt) im Kreis Wittlich des Regierungsbezirks Trier, der 1822 Teil der neu gebildeten preußischen Rheinprovinz wurde.
Als Folge des Ersten Weltkriegs war die gesamte Region dem französischen Abschnitt der Alliierten Rheinlandbesetzung zugeordnet. Nach dem Zweiten Weltkrieg wurde Neuerburg innerhalb der französischen Besatzungszone Teil des damals neu gebildeten Landes Rheinland-Pfalz.
Im Rahmen der Mitte der 1960er Jahre begonnenen rheinland-pfälzischen Gebiets- und Verwaltungsreform wurde bis dahin eigenständige Gemeinde Neuerburg am 7. Juni 1969 zusammen mit den Gemeinden Bombogen, Dorf, Lüxem und Wengerohr in die Stadt Wittlich eingemeindet.

## Politik

### Ortsbezirk
Neuerburg ist gemäß Hauptsatzung einer von fünf Ortsbezirken der Stadt Wittlich. Die Interessen des Ortsbezirks werden durch einen Ortsbeirat und einen Ortsvorsteher vertreten.

### Ortsbeirat
Der Ortsbeirat von Neuerburg besteht aus sieben Mitgliedern, die bei der Kommunalwahl am 9. Juni 2024 in einer Mehrheitswahl gewählt wurden, und dem ehrenamtlichen Ortsvorsteher als Vorsitzendem.
Sitzverteilung:
| Wahl | SPD               | CDU               | Grüne             | Gesamt  |
| ---- | ----------------- | ----------------- | ----------------- | ------- |
| 2024 | per Mehrheitswahl | per Mehrheitswahl | per Mehrheitswahl | 7 Sitze |
| 2019 | per Mehrheitswahl | per Mehrheitswahl | per Mehrheitswahl | 7 Sitze |
| 2014 | 2                 | 5                 | –                 | 7 Sitze |
| 2009 | 2                 | 5                 | –                 | 7 Sitze |
| 2004 | 1                 | 4                 | 1                 | 7 Sitze |

### Ortsvorsteher
Udo Reihsner (CDU) wurde 2014 Ortsvorsteher von Neuerburg. Bei der Direktwahl am 26. Mai 2019 wurde er mit einem Stimmenanteil von 79,27 % und am 9. Juni 2024 als einziger Bewerber mit 69,21 % für jeweils weitere fünf Jahre in seinem Amt bestätigt.
Frühere Ortsvorsteher von Neuerburg:
- 1990–2014 Reinhold Westhöfer
- 1974–1990 Oskar Linden
- 1969–1974 Peter Linden

## Vereine
- Angelsportverein Neuerburg e. V.
- Sportverein Neuerburg 1936 e. V.
- Förderverein der Freiwilligen Feuerwehr Neuerburg e. V.
- Wanderclub 73 Neuerburg
- Karnevalsgesellschaft Burgnarren Neuerburg 1964 e. V.
- Kirchenchor St. Nikolaus 1958 Wittlich-Neuerburg
- Männergesangsverein „Cäcilia“ 1907 Neuerburg e. V.
- Heimatverein Neuerburg – Böllerschützen
- Trägerverein Bürgerhaus Wittlich-Neuerburg e. V.

## Öffentliche Einrichtungen
Öffentliche Einrichtungen sind der Festplatz, das Vereinshaus und das Feuerwehrhaus sowie eine Kindertagesstätte.